# Pygame
Pygame은 비디오 게임을 개발하기 위해 설계된 파이썬 모듈들의 크로스 플랫폼 집합이다. 파이썬 프로그래밍 언어와 함께 사용하도록 설계된 컴퓨터 그래픽스와 사운드 라이브러리들을 포함하고 있다.

## 역사
PyGame은 원래 개발이 중단된 PySDL을 대체하기 위해 Pete Shinners가 개발한 것이다. 2000년부터 이어온 커뮤니티 프로젝트이며 자유 소프트웨어 GNU 약소 일반 공중 사용 허가서로 배포된다.

## 같이 보기
- Cocos2d
- Pyglet